# Napoleon B. Broward

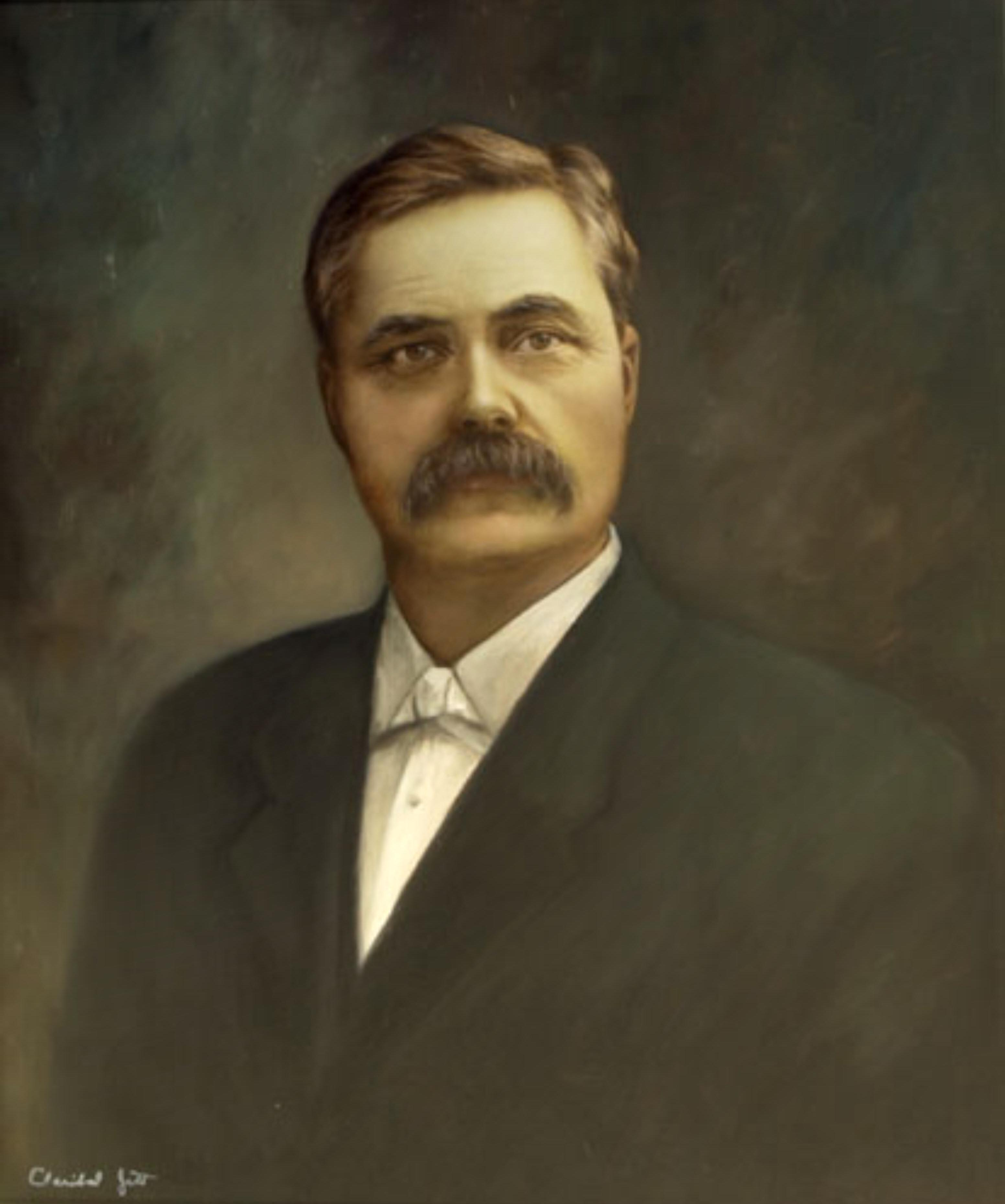
Napoleon Broward

Napoleon Bonaparte Broward (* 19. April 1857 im Duval County, Florida; † 1. Oktober 1910 in Jacksonville, Florida) war ein US-amerikanischer Politiker und von 1905 bis 1909 der 19. Gouverneur des Bundesstaates Florida.

## Frühe Jahre und politischer Aufstieg
Im Alter von zwölf Jahren wurde Broward nach dem Tod seiner Eltern zum Waisenkind. In der Folge musste er seinen Lebensunterhalt mit verschiedenen Gelegenheitsarbeiten verdienen. Unter anderem war er Hilfsarbeiter auf einer Farm, Matrose und später Steuermann auf einem Dampfschiff sowie Holzfäller. Vor dem Spanisch-Amerikanischen Krieg von 1898 schmuggelte Broward Waffen für die aufständischen Kubaner auf diese Insel. Sein erstes öffentliches Amt erhielt er 1889, als er zum Sheriff des Duval County gewählt wurde. In den Jahren 1892 und 1896 wurde er in dieser Funktion wiedergewählt. Im Jahr 1900 wurde er Abgeordneter im Repräsentantenhaus von Florida und gleichzeitig Mitglied des Gesundheitsausschusses (Board of Health).

## Gouverneur von Florida
Als Kandidat der Demokratischen Partei wurde Broward im Jahr 1904 zum Gouverneur gewählt. Er trat seine vierjährige Amtszeit am 3. Januar 1905 an. Eines seiner wichtigsten Projekte war die Umwandlung von Sumpfland in den Everglades zu fruchtbarem Ackerland. Dazu mussten die Sümpfe aber erst trockengelegt werden. Das Projekt wurde durch eine Erhöhung der Grundsteuer finanziert. Tatsächlich gelang es, beträchtliche Flächen trockenzulegen und landwirtschaftlich nutzbar zu machen. Dadurch wurde er über die Grenzen Floridas hinaus bundesweit bekannt. Er erhielt Bundesmittel für sein Projekt in den Everglades und Präsident Theodore Roosevelt, ein Anhänger dieser Idee, kam eigens aus Washington angereist, um den Fortgang des Projekts in Augenschein zu nehmen. Ebenfalls in Browards Amtszeit wurde der Choctawhatchee National Forest, ein Naturpark, geschaffen. Auch auf dem Gebiet der Schulbildung gab es Fortschritte. Damals entstanden drei erwähnenswerte Hochschulen in Florida. Die University of Florida, das Florida Agricultural and Mechanical College for Negroes, eine landwirtschaftliche und handwerkliche Schule für Schwarze, und das Florida State College für Frauen.

## Weiterer Lebensweg
Aufgrund einer Verfassungsklausel durfte Broward 1908 nicht für eine Wiederwahl kandidieren. Somit endete seine Zeit als Gouverneur von Florida am 5. Januar 1909. Er bewarb sich umgehend um einen Sitz im US-Senat, den er auch errang. Allerdings konnte er sein Amt im Kongress nicht mehr antreten, weil er im Oktober 1910, noch vor Beginn seiner Amtszeit in Washington, verstarb. Napoleon Broward war in zweiter Ehe mit Annie Douglass verheiratet, mit der er neun Kinder hatte.
Nach ihm ist Broward County in Florida benannt.